# Định lý Bézout
Trong hình học đại số, định lý Bézout, hay định lý Bezout, là  định lý toán học, được phát hiện năm 1770 từ nhà toán học Pháp Étienne Bézout (1730-1783), về số giao điểm của các đường cong trên cùng mặt phẳng. Đây là một trong những định lý lâu đời nhất trong hình học đại số.

## Phát biểu
"Cho hai đường cong phẳng đại số có bậc m và n đồng thời không có thành phần chung nào, thì có đúng m nhân n điểm giao nhau. Trong đó, kể cả các giao điểm trùng nhau và các giao nhau số 8 nằm ngang (ngoài ra còn có nhiều định lý khác liên quan đến đại số)

## Ví dụ
- Trong hình học phẳng thì định lý này có thể minh hoạ thu hẹp thành:

Đường cong bậc hai tổng quát sẽ cắt đường thẳng (bậc 1) tối đa ở hai giao điểm. Đặc biệt, trường hợp đường cong bậc hai là parabol thì có thể có giao điểm ở vô cực. Trường hợp đường thẳng là tiếp tuyến thì hai giao điểm này trùng nhau đó là tiếp điểm chung duy nhất..
Tương tự, hai đường cong bậc hai trong cùng mặt phẳng sẽ có tối đa với nhau 2 x 2 = 4 giao điểm và các giao điểm này có thể ở vô cực hay chúng trùng nhau tạo thành các tiếp điểm.